# Таврические губернские ведомости
«Таври́ческие губе́рнские ве́домости» — газета, официальный орган Таврического губернского правления, который издавалась 1838—1920 годах в Симферополе (Таврическая губерния, Российская империя), еженедельно, с половины 1866 года — 2 раза в неделю, с 1884 — 3 раза в неделю, с 1899 — еженедельно, с 1904 — 2 раза в неделю. 
Первые два десятилетия существования это был единственный печатный орган губернии. Газета имела два раздела: официальный и неофициальный. К газете выходило отдельное "Прибавление", со списками лиц, находившихся в административном и уголовном сыске, которое поступало во все полицейские части губернии. 
Газета «Таврические губернские ведомости» выходила на русском языке, издавалась и редактировалась при губернском правлении. 
Периодическое печатное издание «Таврические губернские ведомости» — первая газета в Крыму и последняя губернская газета, издававшаяся на территории бывшей Российской империи. Была закрыта перед крымской эвакуацией Русской армии Врангеля осенью 1920 года. Последним исполняющим обязанности редактора был Н. П. Чоглоков.